# Trinidad Jiménez
Trinidad Jiménez García-Herrera, detta Trina (Málaga, 4 giugno 1962), è una politica spagnola, esponente del Partito Socialista Operaio Spagnolo (PSOE), dall'aprile 2009 all'ottobre 2010 Ministro della Sanità e della Politica Sociale nel governo Zapatero e Ministro degli esteri e della Cooperazione dall'ottobre 2010 al dicembre 2011.
Considerata una confidente degli ex primi ministri spagnoli Felipe González e José Luis Rodríguez Zapatero, Jiménez è  membro del Dialogo interamericano ed è stata deputato delle Cortes Generales dal dicembre 2011 al gennaio 2016 per la circoscrizione di Malaga. Sempre nel 2016 ha abbandonato la politica.

## Biografia
Nata a Málaga nel giugno 1962, terza di nove figli, Trinidad Jiménez è cresciuta a Madrid a causa del trasferimento di lavoro di suo padre, José Jiménez Villarejo, magistrato della Corte Suprema. Laureata in giurisprudenza presso l'Università Autonoma di Madrid, a 21 anni fonda un'associazione di studenti socialisti, e l'anno successivo entra nelle file della Gioventù Socialista, dove inizia la sua carriera politica, presiedendo per due anni il Comitato Relazioni Consiglio Internazionale della Gioventù di Spagna. Ha fatto anche parte del suo Comitato permanente (1984-1986).
Era la rappresentante spagnola in un programma di scambio di giovani NATO nordamericano (1989) e dirigeva il dipartimento "Nuovi programmi e sviluppo" della delegazione spagnola dell'American Field Service. Jiménez ha anche contribuito a dirigere l'Ufficio del Segretario Generale della Commissione Nazionale per il Quinto Centenario della Scoperta dell'America.
Mentre era sposata con il diplomatico Julio Herráiz, Trinidad Jiménez ha vissuto in Guinea, Israele e Camerun, dove ha svolto diversi lavori tra cui quello di insegnante-tutor presso il Centro UNED di Malabo; dopo aver divorziato nel 1995, è tornata in Spagna.

## Carriera politica
Durante la presidenza di José María Aznar, Jiménez ha sostenuto la candidatura di José Luis Rodríguez Zapatero alla Segreteria Generale del PSOE, visti i suoi legami con la corrente Nueva Vía diretta dallo stesso Rodríguez Zapatero. Inoltre, è stata responsabile delle Relazioni politiche con l'America nella Segreteria per le Relazioni Internazionali del PSOE dal 1996 fino al luglio 2000, quando, una volta eletto Rodríguez Zapatero  Segretario Generale del PSOE, è entrata a far parte della Commissione Esecutiva Federale del PSOE come segretaria per le Relazioni Internazionali. Nel luglio 2004 è stata rieletta a quella carica.

### Candidata a sindaco di Madrid e opposizione
Dopo la sua nomina a candidata socialista a sindaco di Madrid nelle elezioni municipali del 2003, Trinidad Jiménez ha realizzato quella che la stampa ha descritto come la "Trinimarathon", un'intensa campagna mediatica per farsi conoscere dai madrileni. La campagna consisteva in atti pubblici quotidiani di circa dodici ore, grazie alle quali la sua conoscenza cittadina è aumentata, anche se non ha mai superato quella del suo avversario e vincitore finale, suo cugino Alberto Ruiz-Gallardón. I manifesti del PSOE durante questa campagna elettorale mostravano la candidata socialista vestita con una giacca di pelle; alla fine, i poster sono stati rimossi perché considerati troppo sexy.
I sondaggi pre-elettorali parlavano di un pareggio tecnico tra il Partito Popolare e le forze di sinistra (PSOE e Izquierda Unida). Il risultato, però, è stato molto diverso dalle previsioni iniziali: il candidato del PP ha vinto con maggioranza assoluta. Da parte sua, Trinidad ha ottenuto il maggior numero di consiglieri socialisti a Madrid da quando il PSOE non aveva più un sindaco suo.
Trinidad Jiménez, che molti hanno cominciato a chiamare "Trina" Jiménez, è rimasta nel consiglio comunale di Madrid fino a quando, il 6 settembre 2006  José Luis Rodríguez Zapatero, presidente del governo dalla vittoria del PSOE alle elezioni del 2004, l'ha nominata Segretario di Stato per l'America Latina.

### Ministro della Salute
Dopo il rimpasto del governo spagnolo il 7 aprile 2009, Trinidad Jiménez è stata nominata Ministro della Salute e delle Politiche Sociali, in sostituzione di Bernat Soria. In qualità di ministro, Jiménez ha ricevuto un'ampia copertura mediatica per il coordinamento della campagna di vaccinazione contro l'influenza A e la stesura di una legge molto severa contro il fumo. Il 14 aprile 2010 viene approvato un taglio alla sanità di 1.500 milioni.
Il 9 agosto 2010 ha presentato la sua candidatura a capo della lista del Partito Socialista di Madrid alle elezioni regionali della Comunità di Madrid del 2011. Ha gareggiato alle primarie contro Tomás Gómez, fino ad allora segretario generale dei socialisti di Madrid dal 2007. Nonostante avesse il chiaro sostegno dell'esecutivo federale (compreso lo stesso presidente del governo), Jiménez ha perso le elezioni con un margine ristretto, poiché aveva il 48,2% dei voti rispetto al 51,8% di Thomas Gomez. La stampa spagnola ha collegato la sconfitta della Jiménez al futuro di Rodríguez Zapatero.